# RegioJet

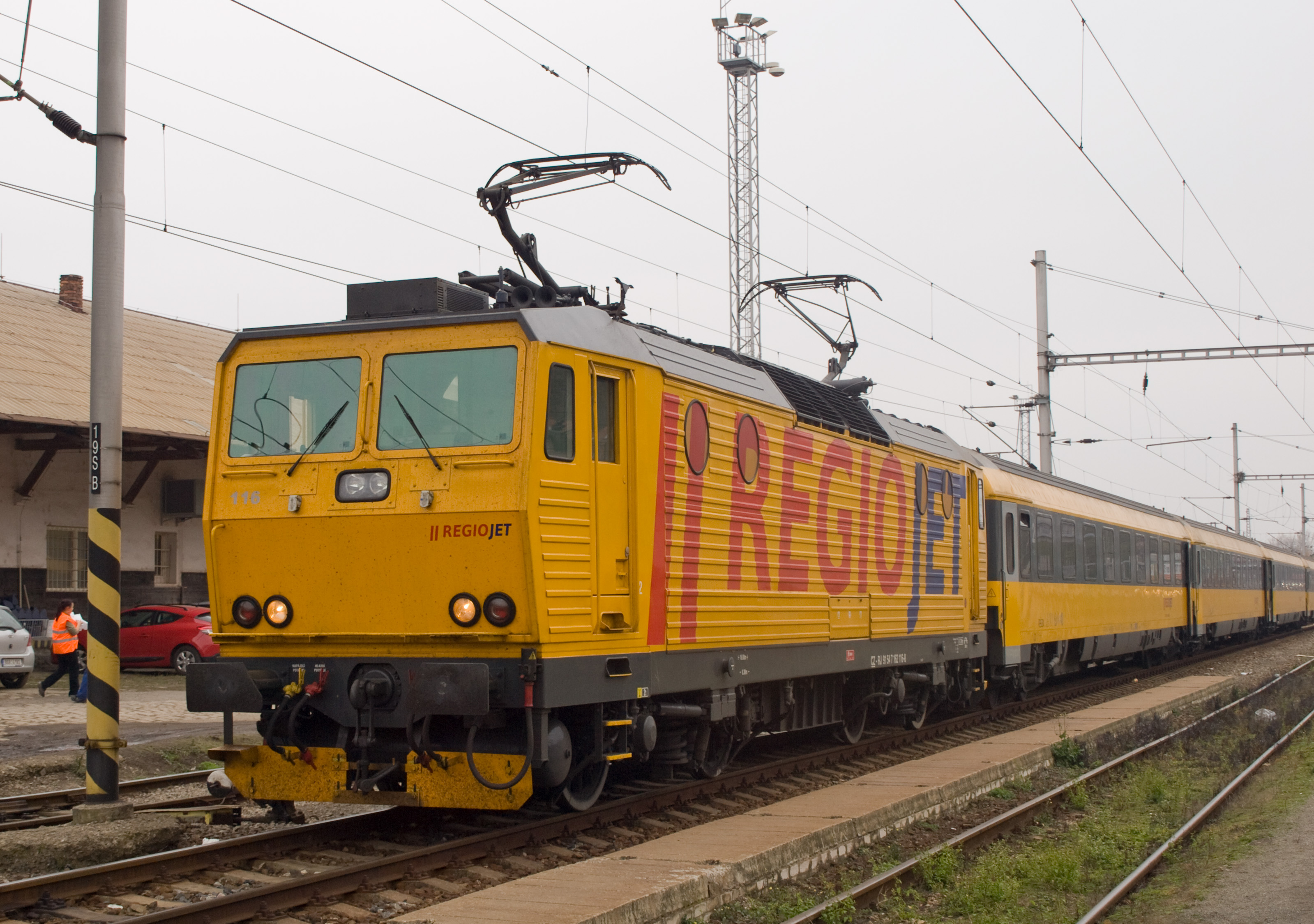
Train RegioJet tracté par une locomotive Class 162, appartenant auparavant à České dráhy

RegioJet est une entreprise ferroviaire de transport de voyageurs en Tchéquie et Slovaquie, créée en 2009. Elle assure des services conventionnés et des lignes en open access (ou « service librement organisé »). Cette entreprise est une filiale de Student Agency (en), qui était initialement une agence de voyages tchèque facilitant les séjours au pair et vendant des billets d'avion ou de train. Son président est Radim Jančura (en).

## Histoire
À la fin des années 1980, après avoir terminé ses études à l'Université des technologies de Brno, Radim Jančura (en) crée une agence de voyages pour les étudiants tchèques et slovaques désirant se rendre au Royaume-Uni pour des séjours au pair, après la Révolution de Velours. L'agence lance ses propres liaisons par autocar, et en 2009 fonde la société RegioJet, dans le but d'assurer des liaisons ferroviaires. Dès 2006, il avait annoncé chercher du matériel ferroviaires et avait lancé un appel d'offres auprès des constructeurs. 
Parallèlement, le 13 mai 2008, Jančura annonce qu'il négociait la création d'une entreprise commune avec la société française Keolis pour répondre à des appels d'offres de transport ferroviaire régional. Ils répondent à un premier appel d'offres régional (Région de Liberec) en 2008, mais se retirent rapidement, arguant que la concurrence est faussée en faveur de l'opérateur historique.

## Services
Il y a quatre classes : Low Cost, Standard, Relax et Business, qui est la classe la plus chère et inclut beaucoup de services. La classe Low Cost ne permet pas d'acheter à bord des repas et des boissons, mais elle comprend la réservation d'une place. Les classes Standard et Relax incluent en plus une tasse de café gratuite et des fauteuils plus confortables. Toutes les classes offrent le Wi-Fi gratuit, un journal de votre souhait et une bouteille d'eau de 33cl.

### Tchéquie
L'entreprise fait circuler des trains entre Prague et Havířov, avec certains services poursuivant jusqu'à Třinec ainsi qu'un service circulant jusqu'à Žilina, en Slovaquie.
En mars 2013, l'entreprise remporte l'appel d'offres lancé par le gouvernement tchèque pour assurer la liaison entre Ostrava et Olomouc (144 kilomètres), au détriment de l'opérateur historique České dráhy. À compter de décembre 2014, l'entreprise exploitera cette liaison pour une durée de 15 ans.
La compagnie a gagné l'appel d'offres pour la ligne de 132 km entre Kolín et Ústí nad Labem, liaison R23 qui entrera en exploitation de décembre 2021 à la fin de 2028/2029.

### Slovaquie

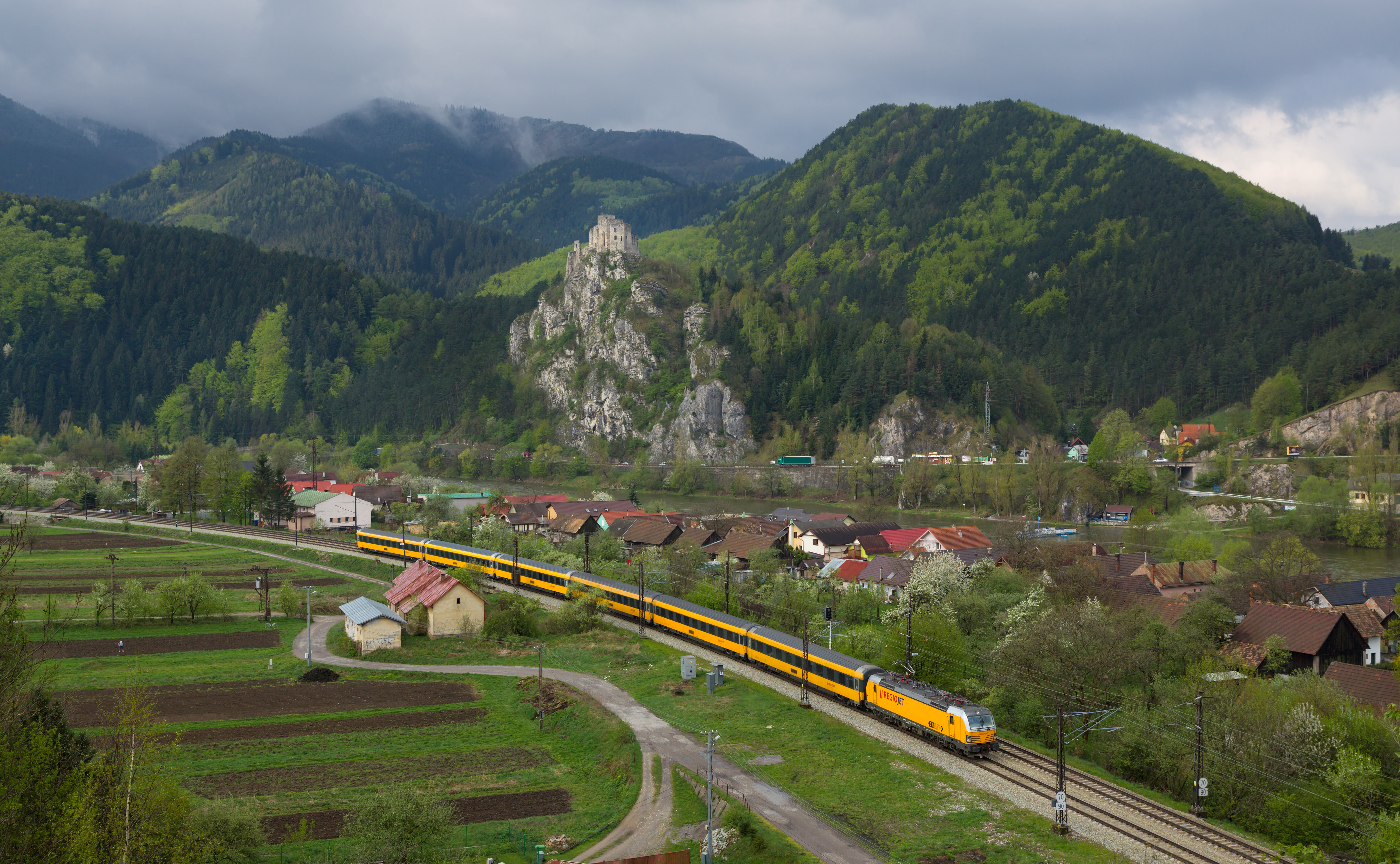
La ligne de RegioJet à côté de Strečno

En janvier 2011, RegioJet remporte un contrat portant sur des services régionaux en Slovaquie, sur l'axe Komárno - Dunajská Streda - Bratislava. Le service début le 4 mars 2012 mettant fin au monopole de l'opérateur historique ŽSSK.
Depuis 2016, l'offre est élargie avec 2 trains entre Prague, Brno et Bratislava.
L'opérateur développe son offre dans le pays avec le lancement de quatre allers-retours quotidiens entre Bratislava – Žilina – Košice en décembre 2014.

### Autriche
Pendant l'hiver 2017, RegioJet a inauguré une nouvelle ligne de Prague et Brno vers Vienne avec quatre trains chaque jour.

## Matériel roulant
En avril 2017, la compagnie commande huit locomotives Bombardier TRAXX et vingt autres en option. Les locomotives sont destinées aux lignes en Tchéquie et Slovaquie, la livraison est prévue en 2018.
En parallèle, 16 voitures sont commandées à Astra en Roumanie.